# Dandie Dinmont Terrier
Le Dandie Dinmont Terrier est une race de chiens qui appartient au groupe des terriers.
Ce terrier court sur pattes a été créé probablement au XVIIIe siècle dans la région d'Écosse des Borders. Certains indices morphologiques et historiques semblent indiquer que ce chien serait issu d'un croisement de Skye Terrier et d'Otterhound. Ce croisement aurait été effectué pour obtenir un chien très efficace dans la chasse à la loutre, travail dans lequel excellent ses deux ancêtres.
Le Dandie serait le principal ancêtre du Bedlington terrier.
La légende dit que le Dandie aurait été d'abord un chien de Bohémiens. Il est certain que ses premiers éleveurs reconnus étaient des fermiers, notamment un certain Piper Allan et son fils James Allan. 
C'est le roman Guy Mannering de Sir Walter Scott qui a popularisé la race en mettant en scène un personnage nommé Dandie Dinmont et ses terriers, tous nommés Pepper (Poivre) ou Mustard (Moutarde). Le Dandie fut de fait une race à la mode dès 1814, année de sortie du roman. Il fut une des premières races de chien reconnues par la cynophilie officielle.
Aujourd'hui cependant, le Dandie est une race rare. En Angleterre, les naissances sont supérieures à 150 par an, mais en France c'est le terrier d'Écosse le plus rare avec à peine une dizaine de naissances annuelles.
Pourtant, le Dandie est un petit chien charmant, de bon caractère et confiant. Il est très affectueux, joueur et n'a rien perdu de son talent de chasseur.
Comme trois de ses quatre cousins écossais, le Dandie a besoin d'être toiletté.
Comme tous les terriers, c'est un chien très rustique capable d'atteindre 16 ans en très bonne santé.